# Município Buengas
Município Buengas är en kommun i Angola.   Den ligger i provinsen Uíge, i den norra delen av landet, 400 km nordost om huvudstaden Luanda.
I omgivningarna runt Município Buengas växer huvudsakligen savannskog. Runt Município Buengas är det glesbefolkat, med 19 invånare per kvadratkilometer.